# Maracaibosøen
Maracaibosøen (spansk: Lago de Maracaibo) er en vig i det nordvestlige Venezuela, der mod nord forbindes med Venezuelabugten med det 55 km lange Tablazostræde. Det leder videre til Det Caribiske Hav og Atlanterhavet. Søens vigtigste tilstrømmende flod er Catatumbofloden, men også andre betydningsfulde floder strømmer til fra de omgivende Andesbjerge. Søen er 60 m dyb på det dybeste sted og rummer i alt ca. 280 km³ vand.
Søen rummer store oliesresurser, hvilket gør området til et vigtigt center for Venezuelas økonomi. General Rafael Urdaneta-broen krydser søen og forbinder millionbyen Maracaibo med resten af Venezuela. 
Store dele af søen er dækket af andemad.

## Eksterne henvisininger
- Wikimedia Commons har flere filer relateret til Maracaibosøen

9°48′57″N 71°33′24″V / 9.8158333333333°N 71.556666666667°V